# Benoît Marie Moline de Saint-Yon
Pour les articles homonymes, voir Saint-Yon.
Benoît Marie Moline de Saint-Yon, né à Lyon le 17 mars 1780 et mort le 19 septembre 1842 à Chartres, est un ingénieur des Ponts et Chaussées français.
Élève de la première promotion de l'École polytechnique en 1794, puis élève de l'École des Ponts et Chaussées, il fait partie de l'expédition d'Égypte.